# Quai de Béthune
Der Quai de Béthune ist ein Kai entlang der Seine auf der Île Saint-Louis im 4. Arrondissement von Paris.

## Lage
Der Quai de Béthune verläuft knapp 400 Meter entlang der Seine zwischen den Brücken de Sully (flussaufwärts) und de la Tournelle (flussabwärts).
Diese Straße wird auf der einen Seite von einem von Bäumen gesäumten Gehweg mit Blick auf die Seine begrenzt, auf der anderen Seite von alten Privathäusern aus dem 17. Jahrhundert, von denen die meisten auf der Liste der historischen Denkmäler stehen.

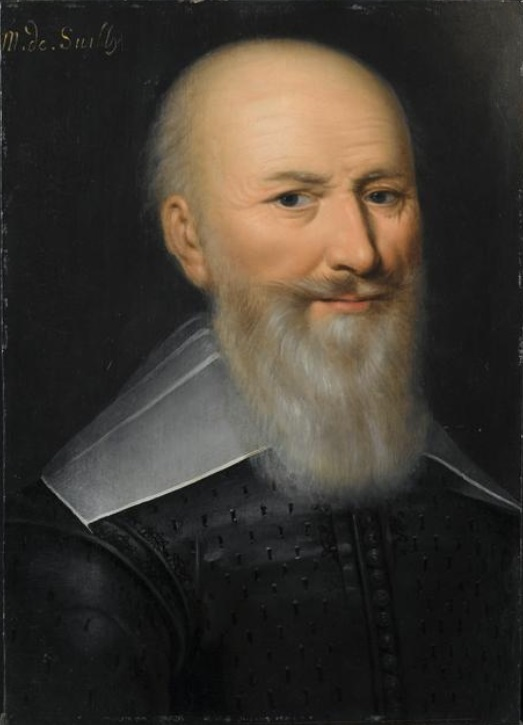
Maximilien de Béthune

## Namensursprung
Der Kai trägt den Namen von Maximilien de Béthune, Herzog von Sully (1559–1641), Minister von Heinrich IV.

## Geschichte
Der Kai wurde von 1614 bis 1646 angelegt und unter verschiedenen Namen geführt, ehe er den heutigen behielt. Er hat keinen Weg direkt an der Seine.